# Ademaro
Ademaro  è un nome proprio di persona italiano maschile.

## Varianti
- Maschili: Ademiro, Adimaro[1], Amerio[2]
- Femminili: Ademara, Ademira, Adema

### Varianti in altre lingue
- Francese: Adémar
- Germanico: Adamar[3], Athemar[3], Adimar[3], Adimir[3], Ademar[3], Attamar[3]
- Latino: Ademarus[1], Aemarius, Adimarius
- Occitano: Ademar
- Polacco: Ademar
- Portoghese: Ademir

## Origine e diffusione
Il nome è di origine germanica, composto dagli elementi ath (di origine incerta, presente anche in Adelmo e Ataulfo) e mar ("famoso", "celebre", comune a moltissimi altri nomi germanici).
L'uso del nome è attestato in Toscana già dal IX secolo, nelle forme Ademarus, Ademarius e Adimarius. Viene spesso confuso con altri nomi, quali Audomaro, Adelmaro e Aldemaro, che tuttavia hanno origine differente.

## Onomastico
L'onomastico si può festeggiare i 1º novembre, festa di Ognissanti, poiché il nome è privo di santo patrono ed è quindi adespota.

## Persone
- Ademaro d'Angoulême, conte di Poitiers, di Limoges e d'Angoulême
- Ademaro di Chabannes, monaco e storico francese
- Ademaro di Monteil, vescovo cattolico francese
- Ademaro di Narbona, conte di Narbona
- Ademaro di Salerno, principe longobardo
- Ademaro Biano, calciatore italiano
- Ademaro Breviglieri, calciatore italiano
- Ademaro Nicoletti Altimari, aviatore italiano
- Ademaro Robert, cardinale francese
- Ademaro Romano, ammiraglio italiano

### Varianti Ademar
- Ademar de Poitiers, trovatore occitano
- Ademar de Rocaficha, trovatore occitano
- Ademar Jordan, cavaliere e trovatore occitano
- Ademar lo Negre, trovare occitano
- Ademar Pantera, calciatore brasiliano

### Variante Ademir
- Ademir da Guia, calciatore e politico brasiliano
- Ademir de Barros, calciatore brasiliano
- Ademir Marques de Menezes, calciatore brasiliano
- Ademir Roque Kaefer, calciatore brasiliano
- Ademir Santos, calciatore giapponese

## Il nome nelle arti
- Ademira è un personaggio dell'opera omonima seria in tre atti di Andrea Luchesi.